# Mágica (teatro)
Nota: este artigo é sobre um gênero de teatro. Para outros significados, consulte Mágica.

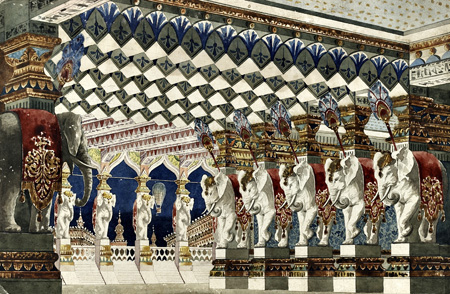
Gaetano Carrancini, estudo para cenário, 1900.

A mágica é um gênero de teatro musicado do Brasil que teve enorme popularidade entre o fim do século XIX e o início do século XX.
Teve suas origens na féerie francesa, um tipo de representação que se valia de recursos cênicos fantasiosos e espetaculares, misturando elementos de ópera, pantomima e balé, de drama e comédia, com personagens humanos e sobrenaturais, como fantasmas e duendes, buscando criar uma atmosfera de sonho ou contos de fadas, e disso vem o seu nome. No fim do século XVIII associou-se ao melodrama e ao vaudeville.
A féerie chegou a Brasil no início do século XIX, sendo logo denominada mágica. Adotou, como no modelo francês, o gosto pelos personagens sobrenaturais e os recursos cênicos extravagantes. Também preservou a divisão em números cantados e outros apenas recitados ou só instrumentais, mas os textos desde o início foram apresentados em português. Na metade do século o gênero se enraizou e começou a atrair um grande público que buscava entretenimento leve e barato, numa voga que perdurou até o início do século XX. Em seu apogeu a mágica incorporou novos elementos oriundos do circo e do teatro de revista, como um enredo fracamente articulado dividido em quadros mais ou menos independentes, e às vezes com uma dose de crítica social sob uma forma satírica. Os finais deveriam ser sempre apoteóticos, com a vitória do bem. Também fez largo uso de formas musicais típicas do Brasil, como a modinha e o maxixe, o que lhe deu um caráter nitidamente nacionalista. Sua caracterização exata, porém, era - e ainda é - difícil, e muitas mágicas mesmo em seu tempo foram chamadas alternativamente de operetas, comédias, farsas, revistas ou mesmo dramas. O gênero passou muito tempo esquecido pelos estudiosos do teatro, mas recentemente vem merecendo alguma atenção.